# 硬果沟瓣
硬果沟瓣（学名：Glyptopetalum sclerocarpum）为卫矛科沟瓣属的植物。分布在印度以及中国大陆的云南等地，生长于海拔900米至1,200米的地区，多生长在坡边或密林中，目前尚未由人工引种栽培。